# 1935 год в театре
1935 год в театре

## Знаменательные события
- В Ленинградский театр Комедии назначен новый художественный руководитель — Николай Акимов. С 1989 года театр носит его имя.

## Персоналии

### Родились
- 27 января — Зиновий Иосифович Бабий, советский артист оперы (лирико-драматический тенор), народный артист БССР.
- 14 февраля — Владимир Эммануилович Рецептер, советский и российский актёр театра и кино, народный артист России.
- 24 февраля — Джозеф Александр Уолкер, афроамериканский драматург, режиссёр, актёр и профессор (ум. 2003).
- 12 марта — Ференц Хаваш, венгерский артист балета, хореограф, балетмейстер, народный артист Венгрии.
- 9 мая — Игорь Вадимович Ледогоров, советский и российский актёр театра и кино, народный артист РСФСР.
- 2 сентября — Валентин Иосифович Гафт, советский и российский актёр театра и кино.
- 3 октября — Армен Джигарханян, советский и российский актёр театра и кино, народный артист СССР.
- 12 октября — Лучано Паваротти, итальянский оперный певец (тенор).
- 8 декабря — Расми Халидович Джабраилов, советский и российский актёр театра и кино, театральный режиссёр.

### Скончались
- 31 марта — Владимир Михайлович Михайлов, российский и советский актёр театра и кино, заслуженный артист РСФСР.
- 7 апреля — Юозас Вайчкус, создатель литовского профессионального театра.
- 21 июня — Альфред Роллер, австрийский художник, театральный декоратор, сценограф
- 4 октября – Мария Гутхайль-Шодер, немецкая оперная певица. Одна из оперных примадонн первой четверти XX века.